# Voto de silencio
Voto de silencio es la denominación común de una práctica piadosa o de penitencia, pero que no constituye uno de los votos monásticos (los tres votos de pobreza, obediencia y castidad). No obstante, está muy extendida, incluso en la bibliografía, su atribución a alguna orden religiosa católica (como los cartujos o los trapenses), aunque ninguna de ellas la profesa de forma generalizada.
Sí existe un «voto», entendido como promesa temporal, que siguen los seglares durante ciertas procesiones, por el que prometen guardar silencio mientras dura la procesión. Una de las más importantes del ciclo de la Semana Santa es precisamente la denominada Procesión del Silencio.
Individualmente ha habido religiosos que voluntariamente deciden hacer este tipo de voto, pero en lo que se refiere a las constituciones y reglas de las órdenes contemplativas no aparece en ninguna de ellas.
San Benito habla en su Regla (Regula Monachorum o Regula Monasteriorum), de evitar la conversación innecesaria, pero nunca prohíbe hablar (impediría la comunicación entre personas que viven en una comunidad, y buscan precisamente ciertas características propias de la vida en común, al contrario que los eremitas). La práctica del silencio estaría enmarcada dentro de lo que San Benito llamaba conversio morum suorum («conversión de costumbres»), esto es, comportarse propiamente como un monje, pero sin hacer voto de ningún tipo, simplemente asumiendo el silencio por respeto hacia un lugar y una comunidad de oración.
Entre los cistercienses de estricta observancia desde el siglo XVII hasta los años 1960, después del Concilio Vaticano II, se practicaba un código de signos gestuales, pero esto únicamente se usaba en zonas donde no se debía hablar como es el claustro o el oratorio.
En la práctica yoga, es un ejercicio llamado "mauna" y se recomienda realizarlo una vez a la semana. Toda la actividad cotidiana esta permitida, menos hablar. Al día siguiente se producen diversas asociaciones cuando se nota que se ha perdido el deseo de hablar sin un propósito definido. Se habla menos y se escogen las palabras para que tengan más significado, y se observa que lo que se dice tiene mayor influencia.